# Уранат натрия
Уранат натрия — неорганическое соединение, соль натрия и урановой кислоты с формулой Na2UO4.

## Получение
- Сплавление стехиометрических количеств триоксида урана и карбоната натрия в кислородной атмосфере:

{\displaystyle {\mathsf {Na_{2}CO_{3}+UO_{3}\ {\xrightarrow {800^{o}C}}\ Na_{2}UO_{4}+CO_{2}\uparrow }}}

## Физические свойства
Уранат натрия образует жёлтые кристаллы триклинной сингонии, , параметры ячейки a = 0,4162 нм, b = 0,6251 нм, c = 0,66988 нм, α = 90,95°, β = 96,12°, γ = 109,25°.
При 920°С происходит фазовый переход в ромбическую сингонию, пространственная группа F mmm, параметры ячейки a = 0,5802 нм, b = 0,5969 нм, c = 1,1699 нм, 
.
Не растворяется в воде.

## Применение, опасность применения
- Промежуточный продукт при выделении и очистке урана.
- Вводится в шихту при варке некоторых сортов уранового стекла.
- Как и все соединения урана, радиоактивен и ядовит.